# Greigia landbeckii
Greigia landbeckii är en gräsväxtart som först beskrevs av Wilibald Lechler och Rodolfo Amando Philippi, och fick sitt nu gällande namn av Federico Philippi. Greigia landbeckii ingår i släktet Greigia och familjen Bromeliaceae. Inga underarter finns listade i Catalogue of Life.